# 不要和陌生人说话
《不要和陌生人说话》是2001年出品的中国电视连续剧，共23集，叙述了现代家庭暴力的问题，播出后创造了较高的收视率。导演张建栋，编剧姜伟和薛晓路。

## 演员表
- 冯远征 饰 安嘉和
- 梅　婷 饰 梅湘南
- 王学兵 饰 安嘉睦
- 刘园园 饰 胡妮娜
- 王劲松 饰 叶　斗